# Södra Skånes scoutdistrikt
Södra Skånes scoutdistrikt av Svenska scoutförbundet är ett av många scoutdistrikt i Sverige. Södra Skånes scoutdistrikt äger lägerområdet Sjöröd på Österlen.